# Hendrik Gerard Beyen
Hendrik Gerard Beyen (Utrecht, 17 augustus 1901 - Oegstgeest, 15 november 1965) was een vooraanstaand archeoloog en een groot kenner van de antieke wandschilderkunst.

## Personalia
Hendrik Gerard Beyen, wiens roepnaam Henk was en die officieel Beijen heette, behoorde tot de Nieuwkapelse familie Beijen. Hij was een zoon van Karel Hendrik Beijen, secretaris van de Staatsspoorwegen, en Louisa Maria Coenen. Hij had twee broers, onder wie Johan Willem Beyen, de latere minister van Buitenlandse Zaken. 

Henk Beyen trouwde op latere leeftijd, in 1953, met Maria Johanna Reiniera (Mies) Romijn. 

Hij overleed op 64-jarige leeftijd nadat hij een aantal jaren ernstig ziek was geweest.

## Wetenschappelijke carrière
Beyen bezocht het gymnasium in Utrecht. Vanaf 1920 studeerde hij in Utrecht klassieke talen en archeologie. In 1928 promoveerde hij in Utrecht cum laude op het proefschrift Ueber Stilleben aus Pompeji und Herculaneum. Hij maakte vele reizen naar Italië, onder andere naar Napels en de opgravingen van Pompeï en Herculaneum, waar hij materiaal verzamelde voor zijn  onderzoek naar de antieke wandschilderkunst.

In 1938 werd hij privaat-docent aan de Universiteit van Utrecht, met als leeropdracht de geschiedenis van de antieke schilderkunst. In 1951 werd hij benoemd tot buitengewoon hoogleraar in de archeologie in Groningen, en in 1954 werd hij gewoon hoogleraar in Leiden en tevens directeur van het Archeologisch Instituut. 

Beyens grote ambitie was het schrijven van een vijfdelig overzichtswerk onder de titel Die Pompejanische Wanddekoration vom zweiten bis zum vierten Stil. Dat is echter slechts voor een klein deel gelukt. Nadat in 1938 deel I verschenen was, duurde het door verschillende omstandigheden tot 1960 voordat deel II.1 verscheen. Niet veel later was de ziekte van Beyen al zo ernstig dat hij niet veel meer kon doen.